# 2MASS J07491255+5552336
2MASS J07491255+5552336 是一個位在蝘蜓座的類星體。

## 外部連結
- Simbad 2MASS J07491255+5552336（页面存档备份，存于）（英文）